# Nowe Gnatowice
Nowe Gnatowice [ˈnɔvɛ ɡnatɔˈvit͡sɛ] est un village polonais de la gmina de Teresin dans le powiat de Sochaczew et dans la voïvodie de Mazovie.